# Clay County (West Virginia)
Clay County ist ein County im Bundesstaat West Virginia der Vereinigten Staaten. Der Verwaltungssitz (County Seat) ist Clay. Das U.S. Census Bureau hat bei der Volkszählung 2020 eine Einwohnerzahl von 8.051 ermittelt.

## Geographie
Das County liegt etwas südwestlich des geographischen Zentrums von West Virginia und hat eine Fläche von 890 Quadratkilometern, wovon vier Quadratkilometer Wasserfläche sind. Es grenzt im Uhrzeigersinn an folgende Countys: Calhoun County, Braxton County, Nicholas County, Kanawha County und Roane County.

## Geschichte
Clay County wurde am 29. März 1858 aus Teilen des Braxton County und des Nicholas County gebildet. Benannt wurde es nach Henry Clay, einem US-amerikanischen Politiker, Mitglied des Repräsentantenhauses, des Senats sowie Außenminister.

## Demografische Daten

Alterspyramide des Clay County

Nach der Volkszählung im Jahr 2000 lebten im Clay County 10.330 Menschen in 4.020 Haushalten und 2.942 Familien. Die Bevölkerungsdichte betrug 12 Einwohner pro Quadratkilometer. Ethnisch betrachtet setzte sich die Bevölkerung zusammen aus 98,22 Prozent Weißen, 0,08 Prozent Afroamerikanern, 0,71 Prozent amerikanischen Ureinwohnern, 0,02 Prozent Asiaten und 0,09 Prozent aus anderen ethnischen Gruppen; 0,89 Prozent stammten von zwei oder mehr Ethnien ab. 0,41 Prozent der Bevölkerung waren spanischer oder lateinamerikanischer Abstammung.
Von den 4.020 Haushalten hatten 33,5 Prozent Kinder und Jugendliche unter 18 Jahre, die bei ihnen lebten. 58,2 Prozent waren verheiratete, zusammenlebende Paare, 10,4 Prozent waren allein erziehende Mütter, 26,8 Prozent waren keine Familien, 24,3 Prozent waren Singlehaushalte und in 11,4 Prozent lebten Menschen im Alter von 65 Jahren oder darüber. Die Durchschnittshaushaltsgröße betrug 2,55 und die durchschnittliche Familiengröße lag bei 3,01 Personen.
Auf das gesamte County bezogen setzte sich die Bevölkerung zusammen aus 25,6 Prozent Einwohnern unter 18 Jahren, 9,0 Prozent zwischen 18 und 24 Jahren, 27,5 Prozent zwischen 25 und 44 Jahren, 24,2 Prozent zwischen 45 und 64 Jahren und 13,7 Prozent waren 65 Jahre alt oder darüber. Das Durchschnittsalter betrug 37 Jahre. Auf 100 weibliche Personen kamen 97,9 männliche Personen. Auf 100 Frauen im Alter von 18 Jahren oder darüber kamen statistisch 97,3 Männer.
Das jährliche Durchschnittseinkommen eines Haushalts betrug 22.120 USD, das Durchschnittseinkommen der Familien betrug 27.137 USD. Männer hatten ein Durchschnittseinkommen von 30.161 USD, Frauen 16.642 USD. Das Prokopfeinkommen betrug 12.021 USD. 24,4 Prozent der Familien und 27,5 Prozent der Bevölkerung lebten unterhalb der Armutsgrenze. Davon waren 37,0 Prozent Kinder oder Jugendliche unter 18 Jahre und 15,0 Prozent waren Menschen über 65 Jahre.

## Ortschaften im Clay County
Town
- Clay

Andere Unincorporated Communities
| - Adonijah - Avoca - Bentree - Bickmore - Big Otter - Booger Hole - Clay Junction - Bomont - Dille - Dink - Dorfee | - Duck - Dundon - Eakle - Enoch - Floe - Fola - Glen - Harrison - Hartland - Independence - Indore | - Ivydale - Kidtown - King - Little Italy - Lizemores - Lydia - Marne - Maysel - Morocco - Mountain Home | - Nebo - O’Brion - Odessa - Ossia - Ovapa - Paxton - Porter - Procious - Queen Shoals - Redhouse Siding | - Rouzer - Spread - Swandale - Triplett - Two Run - Valley Fork - Varneytown - Wallback - Whetstone - Widen |